# Аґванське письмо
Аґванське письмо (або писемність Кавказької Албанії) — писемність ранньосередньовічної держави Кавказька Албанія у Східному Закавказзі на території сучасного Азербайджану і Південного Дагестану. Алфавіт виявлено 1937 року у вірменському рукописі XV століття, дешифрування писемності на основі знайдених пізніше джерел опубліковано 2009 року. Нащадком аґванської мови вчені вважають сучасну удінську мову лезгинської підгрупи нахсько-дагестанських мов.

## Історичний нарис

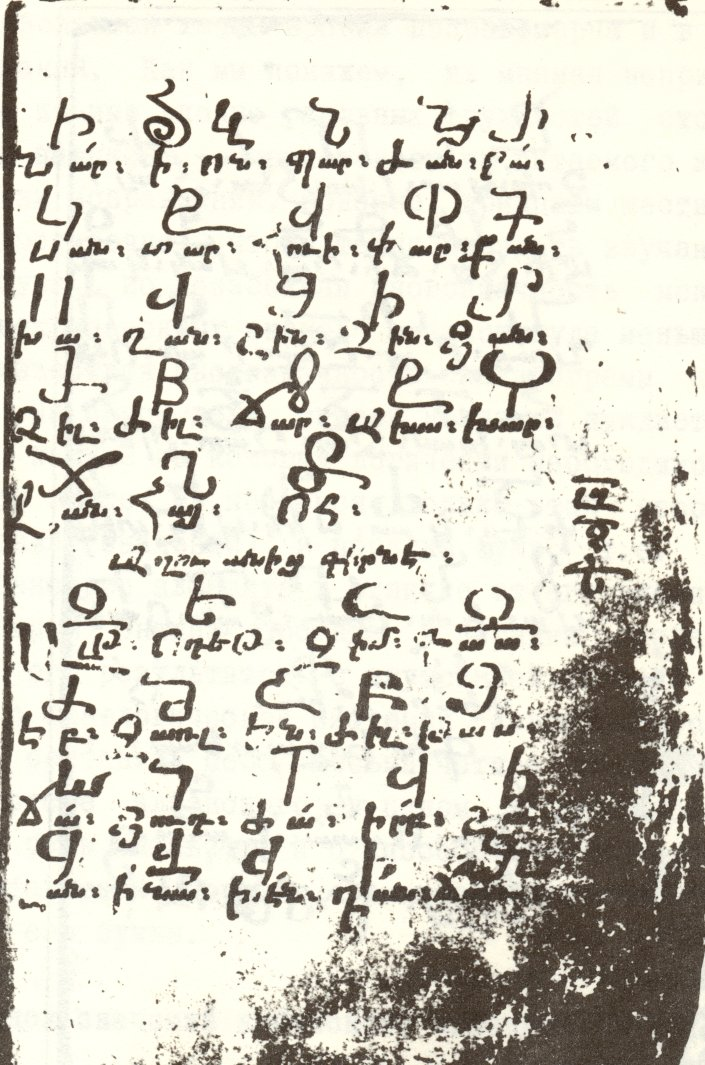
Вірменський рукопис XV століття, що мав албанську абетку

Єдиною відомою мовою Кавказької Албанії є аґванська, інакше «ґарґарейська».
Вірменський хроніст V століття Корюн, автор „Житія Маштоца“, повідомляє, що аґванський алфавіт був створений (або відновлений) вірменським просвітителем і місіонером Месропом Маштоцем за допомогою єпископа Ананія і перекладача Веніаміна на початку 420-х років, після християнізації цієї країни. Корюн пише:
Аналогічне повідомлення є у Мовсеса Хоренаці та у пізнішого історика, автора „Історії Албанії“ Мовсеса Каґанкатваці з характеристикою ґарґарської мови, проте ряд істориків (А. Г. Шанідзе, К. П. Патканов) вважають, що цей фрагмент з останнього джерела запозичено в Хоренаці.
Твердження про створення Месропом Маштоцем албанського алфавіту не знаходить підтвердження у невірменських першоджерелах.
Період розквіту албанської писемності, на думку А. Шанідзе, припадає на V—VII ст., коли кавказькі албанці брали активну участь у політичному та культурному житті регіону. Писемність існувала й після підкорення Кавказької Албанії арабами у VII сторіччі, коли відбувалася поступова ісламізація і денаціоналізація албанців. Відсутність точних даних не дозволяє визначити, до якого періоду албанська писемність використовувалася на практиці. Згідно вірменському історику монгольського періоду Хетуму (кінець XIII — початок XIV століття), за його часів албанська писемність ще застосовувалася. Гірські області Албанії, які були населені народом, що мав спільне з вірменами віросповідання і відстоював свою національну культуру і незалежність, він називає „halojen“, яке схоже з „aluan“ — терміном, що означає у вірмен народ і країну албанців. Згідно Вольфгангу Шульце, хоча „албанське“ царство розпалося незабаром після 705 року, албанський алфавіт, можливо, продовжував використовуватися аж до XII століття.
Учасники розшифрування албанського алфавіту Йост Гіпперт і Вольфганг Шульце відзначають, що ґарґарська мова, для якої була створена писемність, не була мовою всіх кавказьких албанців, а тільки певної групи (ґарґарів), грала вирішальну роль в управлінні Кавказькою Албанією, а термін „албанська“ для мови і писемності вважають не зовсім коректним.

### Походження аґванського письма
У ряді дослідників виникли деякі сумніви щодо ролі Маштоца у створенні албанського письма. Вперше ця точка зору була озвучена Іллею Окромчедєловим-Серебряковим 1881 року на V Археологічному з'їзді в Тифлісі.
Камілла Тревер зазначає у виданій 1959 року книзі, що в середні століття з'явилася нова версія книги Корюна, складена на основі витягів з оригіналу й доповнена деякими відомостями з історії Мовсеса Хоренаці. У цій новій редакції, відомої під назвою „Псевдо-Корюн“, відсутні відомості про відновлення Маштоцем албанського алфавіту. Наявність цих відомостей в оригіналі говорить про існування у албанців алфавіту й на початку V століття. Сама Тревер вважає, що Маштоц створив албанську абетку на основі „ґарґарейського наріччя“.
1966 року російський сходознавець Анахіт Періханян висловила припущення, що створення аґванської писемності, як до того ж і вірменської, було обумовлено завданням консолідації національних сил проти асиміляції з боку Візантії та Ірану, і відвідування Маштоцем Кавказької Албанії та Грузії, церкви яких були найтіснішим чином пов'язані з вірменською церквою, міг мати політичний сенс. Маштоц, не знав грузинської і аґванської мов, апріорі не міг виступити безпосереднім творцем відповідної писемності без згаданих у Корюна грузина Джалія і албанця Веніаміна, бо процес створення нового алфавіту неможливо звести до «буквотворчості». В цілому наявну у вірменських джерелах версію Періханян оцінює як ймовірну. Стівен Рапп допускає можливість пізнього вставлення фрагмента у книзі Корюна, однак вважає, що є багато підстав уважати, що винахід трьох закавказьких абеток (вірменської, грузинської та аґванської) належать одному регіональному процесу, який курирував Маштоц.
Як зазначає російський історик Муртазалі Гаджієв, висловлені сумніви щодо ролі Маштоца дозволили деяким дослідникам зробити висновок, що Маштоц не грав значної ролі у винаході аґванського письма. Це, на думку дослідника, є явним приниженням значення діяльності Маштоца. На думку Гаджієва, біля витоків літератури Кавказької Албанії стояли вірменин Маштоц, що не знав албанської мови, але мав досвід розроблення абеток, і аґванець-священик Беніамін, який був «обдарованим перекладачем» і, вочевидь, знав не тільки аґванську, але і вірменську мови.
Згідно Віктору Шнірельману, азербайджанські історики з середини XX століття або повністю замовчують, або зовсім відкидають роль Маштоца у створенні аґванської писемності.
Йост Гіпперт, один з дешифрувальників знайденого 1996 року албанського палімпсеста, на основі аналізу букв приходить до висновку, що в основі албанського письма очевидно лежить вірменський алфавіт, що своєю чергою свідчить на користь історичної традиції, що приписує створення аґванської абетки Месропу Маштоцу.
Французький сходознавець Jean-Pierre Mahé вважає, що розповідь Корюна не викликає сумнівів і підтверджується фактичним матеріалом аґванської писемності, зокрема нещодавно розшифрованим «Синайським палімпсестом».

## Спроби дешифрування

### Перші знахідки
1886 року вірменознавець професор Н. Карамянц опублікував статтю, в якій повідомляв про бачений ним у Мюнхені вірменський рукопис з мініатюрами («Роман Олександра»), переписаний 1535 року дияконом Іосафом у монастирі Сурб Григор Лусаворич у Сівасі. У ньому на останній сторінці поруч з іншими записами містилися два рядки, написані невідомим писанням, а на полях біля першого з цих рядків була зроблена позначка вірменською: «письмо аґванське» (gir ałuanic). Карамянц обережно припустив, що згадані два рядки виконані аґванськими буквами (він нарахував їх 21) і повторюють вірменський напис, що починалася зі слів «пом'янути грішного Іосафа диякона». Проте пізніше з'ясувалося, що це «відкриття» було уявним — текст був вірменською криптограмою (тайнопис).

Справжнє відкриття кавказько-албанського письма відбулося 1937 року, коли професор Абуладзе знайшов у вірменському рукопису XV ст. перший список аґванської абетки, що складається з 52 своєрідних букв, під назваю Aluanic girnë, тобто «аґванське письмо». Великий вірменський учений Рачія Ачарян дуже сприятливо сприйняв виявлення кавказько-албанського письма — зокрема, в газеті «Известия» Ачарян писав:
|  | Молодий грузинський вчений Ілля Абуладзе, який знайшов 28 вересня 1937 року серед Ечміадзинських рукописів албанський алфавіт, став гідний вічної слави і пошани.Оригінальний текст (рос.) Молодой грузинский ученый Илья Абуладзе, обнаруживший 28 сентября 1937 года среди Эчмиадзинских рукописей албанский алфавит, стал достоин вечной славы и почтения. |

Одночасно Ачарян піддав критиці тих вчених, які піддавали сумніву справжність рукопису.

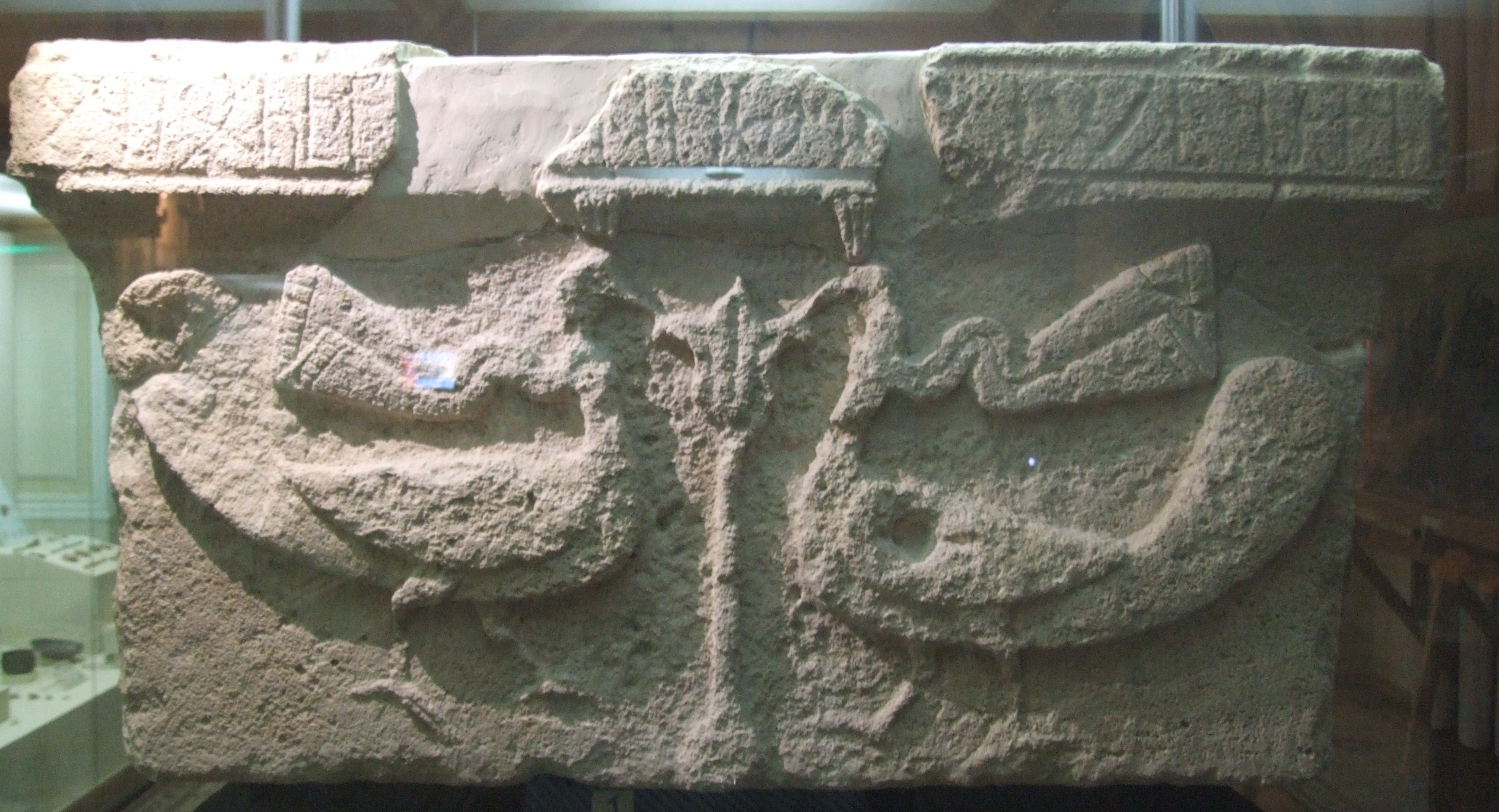
Кам'яна капітель V—VI ст. з написом аґванською мовою, знайдений при розкопках у Мінгечаурі

Абуладзе зробив ще одне важливе повідомлення, що частково підтверджує існування кавказько-албанського письма. Там же, у Матенадарані, їм були знайдені два рукописних списка тексту під заголовком «Про історію святого і божественного єлею, яку написали батьки Сходу аґванським письмом і перевели на вірменську мову».
Рукописи були спрямовані Акакію Шанідзе, який підтвердив їх автентичність, а також зазначив, що відображена в абетці звукова система повинна відповідати звуковій системі сучасної удінської мови — представника лезгинської групи дагестанських мов.
1948 року під час земляних робіт у Мінгечаурі (мала бути затоплена певна площа у зв'язку з будівництвом Мінгячевірської ГЕС) був розкопаний ранньосередньовічний християнський храм VI—VII ст. і знайдений перший зразок достовірно аґванської епіграфіки. Серед цих знахідок виявилася і така (напис на свічнику), яка, мабуть, відтворювала послідовність з десяти букв, аналогічних початковим буквам абетки вже відомого рукопису, й тим самим ще раз підтверджувала автентичність останньої.
Поблизу с. Верхнє Лабко (Левашинський район, Дагестан, Росія) було знайдено ще один напис на кам'яній табличці, яка в точності відтворює аґванську абетку рукописних списків. Більшість сучасних фахівців називають цей артефакт підробкою.
1960 року Шанідзе досліджує одне «нечитабельне письмо», що знаходиться в королівської бібліотеки Мюнхена і згадане в довідковому виданні Акопа Анасяна «Вірменська бібліографія V—XVIII ст.». Для дешифрування Шанідзе використовував виданий Карамянцем рукопис 1535 року, а також новознайдену аґванську абетку. Дослідник знаходить безсумнівну подібність деяких букв аґванської абетки і рукописом мюнхенської бібліотеки. Запис виявився вірменською криптограмою. На думку Акопа Анасяна, наявні у вірменських рукописах абетки, звані «албанськими», є видозмінами древніх аґванських букв, які використовувалися вірменізованними албанами для написання вірменських текстів. Іще подібнішими є вони з символами виданими А. Г. Абрамяном в «Історії вірменського письма та писемності». З чого випливає, що вони мають одне походження і є різновидами однієї і тієї ж писемності. Можливо, що, як і грузинські літери, кавказько-албанська абетка з часом зазнала змін і стала відрізнятися від свого прототипу. Але залишається відкритим питання — чи сходять вони до справжніх албанських букв, які є в написах на камені й уламках кераміки, знайдених під час розкопок у Мінгечаурі.

### Синайський палімпсест

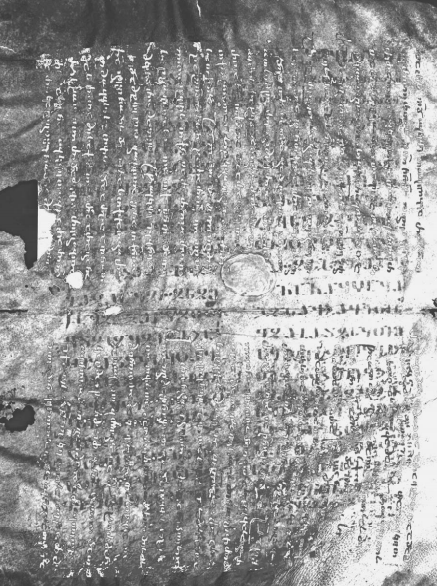
Синайський палімпсест

1996 року експедицією АН Грузії на чолі з Зазою Алексідзе в монастирі Св. Катерини на Синаї було виявлено палімпсест, що містить близько 120 сторінок, з аґванським текстом, поверх якого був написаний грузинський текст. Палімпсест був складений на основі 59-буквеної абетки. З попереднім повідомленням про ідентифікацію і дешифрування аґванського тексту Алексідзе виступив на конференції «Етнокультурна спадщина Кавказької Албанії» в Баку в травні 2001 року. Згідно азербайджанському інформагентству, Алексідзе датував аґванський текст періодом IV—V століть. Ця датування, згідно азербайджанській стороні, «корінним чином спростовує прийняті багатьма вченими затвердження вірменських істориків про те, що аґванська писемність була винайдена Месропом Маштоцем у V ст.»
. У наведеному тексті виступу сам Алексідзе, однак, говорить, що «найсміливішим висновком було б таке датування нижніх текстів <…> у період між V і VI століттями». Російський історик Алікбер Алікберов зазначає, що європейські дослідники синайського палімпсеста дають пізнішу дату, а датування IV століттям може мати політичний підтекст, так як «має у своїй основі спроби знайти докази, що спростовують відомості джерел щодо створення початком V століття Месропом Маштоцем трьох алфавітів: вірменського, грузинського і аґванського». Так, наприклад, Вернер Зайбт датує палімпсест приблизно VIII століттям або декілька пізнішим періодом. 2007 року в журналі Iran and the Caucasus Ґріпперт і Шульце дали попередній опис дешифрування палімпсеста. Відповідно до опису, палімпсест датується VII століттям і є біблійними текстами, аналіз яких показує, що вони переводилися з відповідних вірменських текстів. Окрім того, мова палімпсесту показує наявність, незначною мірою, впливу древньоармянської мови на стару удінську мову.
Розшифрування палімпсесту видане 2009 року окремою книгою у двох томах, з історичним нарисом, коротким описом граматики та словниковими матеріалами. Остаточну думку з приводу датування і походження тексту в цьому виданні є стриманішим: так, розглядаючи аргументи на користь того чи іншого датування, автори стверджують, що обидва виявлені кавказько-албанські тексти «мабуть, були написані в проміжку між кінцем VII ст. і X ст., причому є ймовірнішим більш пізнє датування». Стосовно ж джерела для перекладу, то в текстах відзначаються збіги як з вірменською та грузинською, так і з грецькою і сирійською версіями біблійних перекладів. І хоч у кількох місцях структура аґванського тексту може пояснюватися тільки перекладом з вірменської, в цілому всі наведені схожості не дають підстав для однозначних тверджень про мову-джерело — «вони лише доводять, що албанська версія належить до певної традиції, в рамках якої поділяє найбільшу кількість подібностей з вірменською Біблією і меншою мірою зі старими варіантами грузинської, і яка на ранніх етапах спиралася також (або зазнала впливу) на сирійські моделі».